# Periscepsia gravicornis
Periscepsia gravicornis är en tvåvingeart som först beskrevs av Friedrich Hermann Loew 1847.  Periscepsia gravicornis ingår i släktet Periscepsia och familjen parasitflugor.
Artens utbredningsområde är Italien. Inga underarter finns listade i Catalogue of Life.